# Ted Baker
Ted Baker er en britisk beklædningsvirksomhed, der er kendt for jakkesæt, skjorter og kjoler. Den blev grundlagt i 1988 i Glasgow, Skotland. Firmaet er ejet af Authentic Brands Group, efter det blev købt for £211 mio. i oktober 2022. Mærket har over 500 butikker og forhandlere på verdensplan.